# Велика Орша
Велика Орша́ (рос. Большая Орша, марій. Кугу Ӧрша) — присілок у складі Оршанського району Марій Ел, Росія. Входить до складу Марковського сільського поселення.

## Населення
Населення — 429 осіб (2010; 435 у 2002).
Національний склад (станом на 2002 рік):
- марі — 68 %
- марійці — 26 %